# RC Enerson
RC Enerson (New Port Richey, Florida, 6 maart 1997) is een Amerikaans autocoureur. Hij is de zoon van voormalig Indy Lights-teameigenaar Neil Enerson, die eigenaar was van Team E Racing.

## Carrière
Nadat hij deelnam aan races in het karting en regionale races in Skip Barber-kampioenschappen, maakte Enerson zijn professionele autosportdebuut in 2012 in de National Class van de U.S. F2000, uitkomend voor het team ZSports Midwest with Team E Racing. Hij eindigde als derde in deze klasse met vier overwinningen. In 2013 keerde hij terug voor het team in de hoofdklasse van het kampioenschap en werd negende in de eindstand met twee podiumplaatsen op het Mid-Ohio Sports Car Course. In 2014 nam hij voorafgaand aan het seizoen deel aan het jaarlijkse Winterfest en won dit kampioenschap met twee overwinningen en twee andere podiumplaatsen in zes races. Hierna keerde hij terug naar het hoofdkampioenschap voor Team E. Hij won vijf races en eindigde met negen punten achterstand op Florian Latorre als tweede in het kampioenschap.
In 2015 slaat Enerson het Pro Mazda Championship over en maakt direct de overstap naar de Indy Lights, waar hij uitkomt voor het team Schmidt Peterson Motorsports.